# Embaixada da França em Lisboa
A Embaixada de França em Lisboa é a representação diplomática da França junto de Portugal. Está localizada em Lisboa, a capital do país, e a sua embaixadora desde 2022 é Hélène Farnaud-Defromont.

## Embaixada
Teto pintado da Embaixada, com aves, o brasão de armas de Portugal e o lema de João II “Pela lei e pelo povo”.
A Embaixada está situada em Lisboa, no Palácio de Santos. Alberga também uma secção consular.

## História
Segundo a Embaixada, o nome Santos refere-se aos mártires Veríssimo, Máxima e Júlia, cujos corpos foram encontrados no rio, a pouca distância, e para os quais foi construída uma capela. Mais tarde, o edifício passou a ser um convento para as filhas dos Cavaleiros da Ordem de Santiago. Com a transferência das freiras e das relíquias dos três santos para o Convento de Santos-o-Novo, o bairro passou a chamar-se Santos-o-Velho, nome atual. O edifício tornou-se residência burguesa de um rico banqueiro. O Rei D. Manuel I transformou-o em residência real. Mais tarde foi ocupado por Luís de Lancastre, filho de Jorge de Lancastre, ele próprio filho natural de D. João II, dando início a uma longa relação entre este edifício e a família Lancaster. O Rei D. Sebastião I fez dela a sua residência preferida. Diz-se que tomou a sua última refeição na mesa de mármore dos jardins do palácio antes da Batalha de Alcácer Quibir, em Marrocos, onde desapareceu. Os Lencastre, ao tomarem posse do palácio, ampliaram-no e dotaram-no de uma rica coleção de porcelana chinesa. O palácio foi poupado pelo terramoto de Lisboa de 1755. Em 1870, os Lancaster arrendam a residência ao ministro plenipotenciário Ernest Armand. O palácio foi comprado pela França em 1909 e tornou-se embaixada em 1948.